# Martin Damus
Martin Damus (* 7. April 1936 in Guben; † 21. Juli 2013 in Osnabrück) war ein deutscher Kunsthistoriker und Professor für Kunstgeschichte an der Universität Osnabrück.

## Leben
Der Pfarrerssohn Martin Damus war nach einer Lehre bis 1963 Kunstschmied bei Fritz Kühn in Ostberlin. Zusammen mit dem Künstler Roger Loewig wurde Martin Damus am 15. August 1963 von der Staatssicherheit verhaftet. Der vorgebliche Grund war eine Ausstellung, die Damus im Pfarrhaus im Ost-Berliner Baumschulenweg mit den Bildern von Loewig ein halbes Jahr zuvor organisiert hatte. Neben Damus und Loewig wurden im Oktober 1963 weitere Freunde verhaftet, Jürgen Schulz und Christoph Flämig. Der eigentliche Grund war eine geplante Broschüre. Verwirklicht wurde die Broschüre nicht, es lag aber eine Rohfassung vor, mit einem Beitrag von Jürgen Schulz über den polnischen Autoren Miłosz, einem fiktiven Gespräch zwischen zwei Studenten von Christoph Flämig, in dem der eine Student seine Argumente für, der andere gegen eine Flucht darstellte. Damus wollte das Vorwort schreiben. Der geplante Titel war Wer sind wir – was wollen wir? Martin Damus führte schon vor der Verhaftung eine Beziehung mit seiner späteren Ehefrau Renate. Er wurde mit der Begründung von Familienzusammenführung vermittelt durch den Ostberliner Rechtsanwalt Wolfgang Vogel von der Bundesrepublik Deutschland aus dem Gefängnis freigekauft und emigrierte nach West-Berlin.
In Berlin studierte er zwischen 1968 und 1972 Kunstgeschichte, Philosophie und Geschichte an der Freien Universität Berlin. Sein Studium schloss er ab und wurde 1972 bei Otto von Simon mit einer Dissertation über Funktionen der Bildenden Kunst im Spätkapitalismus zum Dr. phil. promoviert. Von 1972 bis 1974 war er Gastdozent an der Pädagogischen Hochschule Berlin und 1977/1978 an der Staatlichen Hochschule für Bildende Künste (SHfBK) in Braunschweig. Später habilitierte er sich und begann 1978 seine Lehrtätigkeit an der Universität Osnabrück. Dort wurde er zum außerplanmäßigen Professor für Kunstgeschichte ernannt. Damus war zudem Mitbegründer der Friedrich Vordemberge-Gildewart-Initiative und als freischaffenden Kunsthistoriker ein viel gefragter Redner bei Ausstellungseröffnungen.
Martin Damus war ab 1966 mit der promovierten Politikwissenschaftlerin und späteren Hochschullehrerin und Grünen-Politikerin Renate Damus verheiratet und lebte in Wallenhorst, einem eigenständigen Gemeindeteil von Osnabrück.

## Schriften (Auswahl)
- Freiheit der Kunst und staatliche Kunstpreise. 1972.
- Über den Zusammenhang zwischen der autonomen und gebrauchten Kunst. 1973.
- Funktionen der Bildenden Kunst im Spätkapitalismus. Frankfurt am Main 1973.
- als Co-Autor: Fuchs im Busch und Bronzeflamme. Zeitgenössische Plastik in Berlin-West. München 1979.
- Sozialistischer Realismus und Kunst im Nationalsozialismus. Frankfurt am Main 1981.
- Das Rathaus. Architektur- und Sozialgeschichte von der Gründerzeit zur Postmoderne. Berlin-West, 1988
- Malerei der DDR. Funktionen der bildenden Kunst im Realen Sozialismus. Reinbek bei Hamburg, 1991
- Kunst in der BRD 1945–1990, Funktionen der bildenden Kunst in einer demokratisch verfaßten Gesellschaft. Reinbek bei Hamburg, 1995
- Kunst im 20. Jahrhundert. Von der transzendierenden zur affirmativen Moderne. Reinbek bei Hamburg, 2000
- Architekturform und Gesellschaftsform: Architektur und Städtebau unter dem Einfluss von Industrialisierung, Großvergesellschaftung und Globalisierung 1890–1945. Berlin, 2010.